# 小林正幹
小林 正幹（こばやし まさもと、1973年3月16日 - ）は、埼玉県出身の日本の陸上競技選手。専門は長距離種目。埼玉県立松山高等学校→早稲田大学→エスビー食品→SUBARU。身長170cm、体重55kg。

## 略歴・人物
埼玉県立松山高等学校時代にインターハイ1500mにおいて3分51秒02で優勝。
早稲田大学競走部時代は東京箱根間往復大学駅伝競走大会に1年（1992年）から出場し4区（21.0km）を、区間8位の1時間05分58秒で駆け抜けた。2年時（1993年）の箱根駅伝では、3区（21.5km）を1時間04分13秒で区間賞、箱根駅伝、早稲田大学が7年ぶりの往路優勝、8年ぶり12回目の総合優勝に貢献した。3年時（1994年）の、早稲田大学競走部は、第70回箱根駅伝では総合優勝した山梨学院大学に敗れたものの（総合2位）先輩の武井隆次・櫛部静二・花田勝彦（当時4年）、後輩の渡辺康幸（当時2年）、小林雅幸（当時1年）らを擁しており、優秀なチームメート、練習環境に恵まれていて、自身も7区で1時間03分44秒の区間賞を獲得した。4年時（1995年）の箱根駅伝では、早稲田大学競走部の駅伝主将に就任。3区（21.5km）にエントリーされ、1時間02分49秒の区間新記録を達成。2区渡辺、3区小林正、4区小林雅で3区間連続区間新記録を達成し、往路優勝、総合準優勝に貢献した。
大学卒業後は、エスビー食品、富士重工業で活躍した。

## マラソン全記録
- 1,2時間16分15秒　 23位　96びわ湖毎日（生涯自己記録）
- 2,2時間27分13秒　 21位　96札幌
- 3,2時間18分35秒　 33位　97びわ湖毎日
- 4,2時間24分24秒　 19位　98札幌
- 5,2時間21分09秒　　9位　00札幌
- 6,2時間16分51秒　　3位　01長野

## 主な戦績
- 1992年 第68回箱根駅伝　4区（21.0km）　区間8位　1時間05分58秒
- 1992年 全日本大学駅伝　3区（9.5km）　区間賞　27分51秒
- 1993年 第69回箱根駅伝　3区（21.5km）　区間賞 1時間04分13秒
- 1994年 第70回箱根駅伝　7区（21.3km）　区間賞 1時間03分44秒
- 1994年 全日本大学駅伝　2区（13.2km）　区間賞　39分17秒
- 1995年 第71回箱根駅伝　3区（21.5km）　区間賞（区間新記録） 1時間02分49秒